# Georgia (Stati Uniti d'America)
La Georgia (AFI: /ʤeˈɔrʤa/; in inglese , /ˈdʒɔɹdʒⁱə/) è uno Stato federato degli Stati Uniti d'America (sigla = GA), situato nella sezione sudorientale del Paese (South Atlantic). La capitale è Atlanta, che è anche la città più popolosa.

## Storia
Penultima colonia britannica del Nord America, fu fondata come provincia coloniale della Georgia sotto il regno di Giorgio II di Gran Bretagna nel 1732 da James Edward Oglethorpe, che ne fu il primo governatore, finché nel 1752 divenne colonia della corona. Allora il territorio cui si riferiva era decisamente più ampio dell'attuale, includendo vaste zone che poi (1802), dopo lunghe controversie, furono lasciate dallo Stato della Georgia al Congresso e successivamente andarono a concorrere alla costituzione degli stati dell'Alabama e del Mississippi (territorio ad Ovest del fiume Chattahoochee fino al Mississippi). Lo scopo originale era quello di costituire uno Stato cuscinetto (o colonia cuscinetto) fra la Carolina del Sud e la Florida, allora colonia spagnola, per dare alla prima maggior sicurezza contro le incursioni ispaniche, e la Louisiana francese ad ovest.
Divenuto stato indipendente, fu ammesso nell'Unione nel 1780 e fu il quarto stato ad adottare la costituzione federale, ma il suo ingresso fu ratificato solo il 2 gennaio 1788.
Allo sviluppo delle piantagioni di cotone, cui seguirono quelle della canna da zucchero, si accompagnò il ricorso alla schiavitù (per altro autorizzata in Georgia solo dal 1751), causa principale della guerra di secessione americana iniziata nel 1861, nella quale la Georgia si schierò tra gli Stati confederati, e di cui furono famosi i "Volontari della Georgia" (Georgia Volunteers). Quando il generale Sherman occupò la capitale Atlanta, nel settembre 1864, iniziò il crollo della Confederazione. Fu riammessa nell'Unione federale solo nel 1870.

## Origini del nome
Il nome del territorio, originariamente destinato dal parlamento e da alcuni filantropi inglesi ad accogliere i debitori poveri della madrepatria all'inizio del Settecento, venne chiamato Georgia in onore del re Giorgio II (1683-1760), che aveva dato il permesso regale per lo stabilimento della colonia.

## Geografia fisica

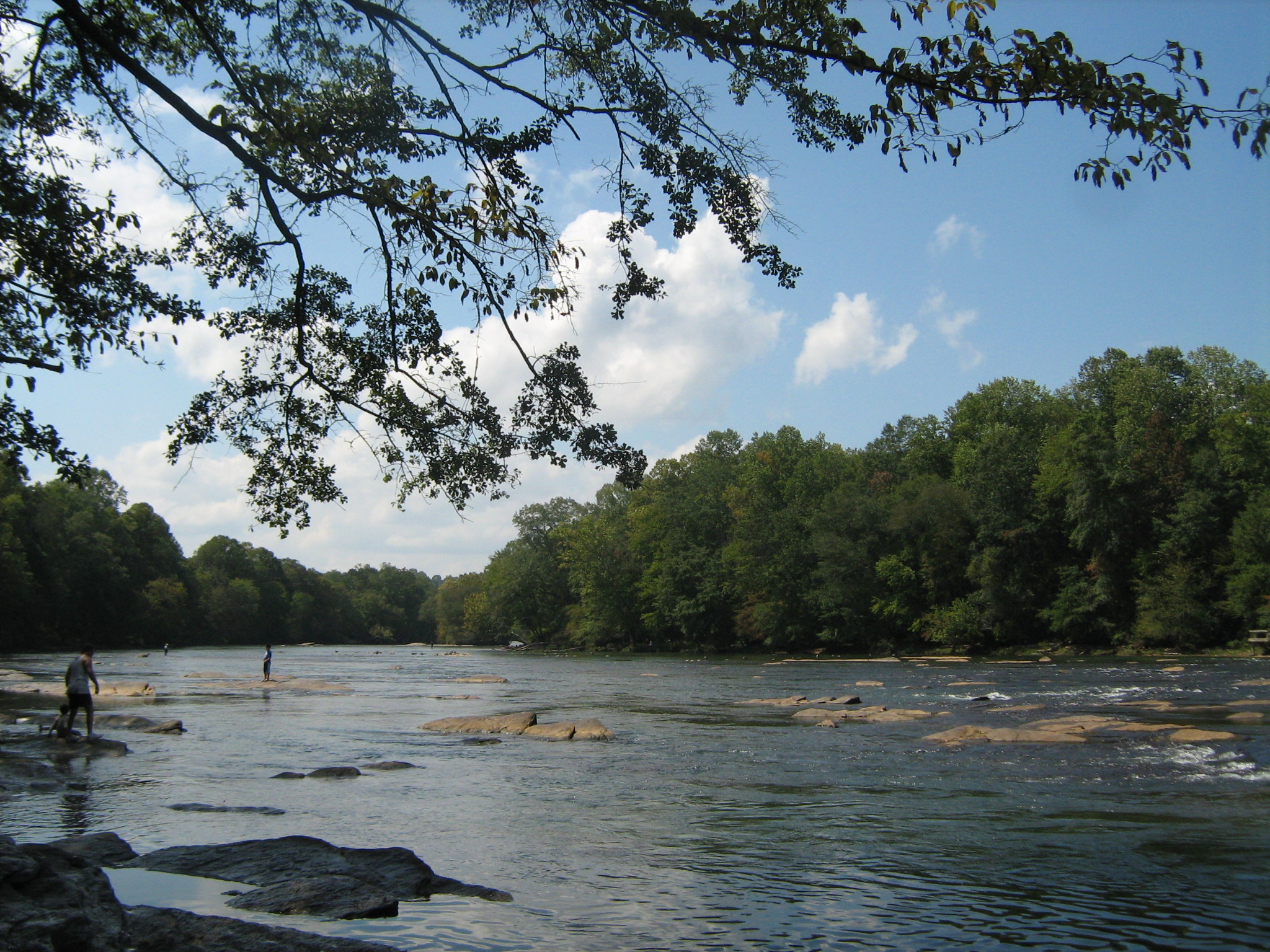
Il fiume Chattahoochee presso Norcross

Confina a nord-ovest con il Tennessee, a nord-est con la Carolina del Nord, ad est con la Carolina del Sud, a sud-est è bagnata dall'Oceano Atlantico, a sud confina con la Florida e ad ovest con l'Alabama.
Le città principali, oltre ad Atlanta, sono Athens, Augusta, Columbus, Macon, Rome, Savannah.
Ha una superficie di 153.910 km², con distanze massime di 515 km da nord a sud e di 410 km da est a ovest. L’estensione costiera misura 161 km.
I fiumi principali sono il Savannah, l'Altamaha, l'Ocmulgee, alcuni dei quali formano rapide e cascate. I maggiori laghi sono il Sidney Lanier e il Sinclair, tutti artificiali.
La geografia della Georgia è quella del sud-est degli Stati Uniti. Le principali caratteristiche geografiche includono montagne come gli Appalachi a nord-ovest, i Monti Blue Ridge a nord-est, l'altopiano Piedmont nella parte centrale dello stato e la Pianura costiera dell'Atlantico a sud. Lungo la costa dello stato si trovano le Golden Isles of Georgia, con le città portuali continentali di Brunswick e Darien. L'area più alta della Georgia è Brasstown Bald, che si trova a 1.458 m (4.783 piedi) sul livello del mare. Il centro geografico si trova nella contea di Twiggs.
Con l'eccezione di alcune aree d'alta quota nella Blue Ridge, l'intero stato ha un clima subtropicale umido.

## Governo

### Governo statale
Come per tutti gli altri stati degli Stati Uniti e per il governo federale, la Georgia si basa sulla separazione dei poteri legislativo, esecutivo e giudiziario. L'autorità esecutiva nello stato spetta al governatore. Sia il governatore della Georgia che il vice-governatore sono eletti a scrutinio separato per un mandato di quattro anni. A differenza del governo federale, ma come molti altri della federazione, la maggior parte dei funzionari esecutivi che compongono il gabinetto del governatore sono eletti dai cittadini della Georgia, invece che nominati dal governatore stesso.
L'autorità legislativa risiede nell'Assemblea Generale, composta dal Senato e dalla Camera dei rappresentanti. Il vice governatore presiede il Senato, mentre i membri della Camera dei rappresentanti scelgono il proprio presidente. La Costituzione della Georgia prevede un massimo di 56 senatori, eletti da distretti uninominali, e un minimo di 180 rappresentanti, ripartiti tra i distretti (che a volte si traduce in più di un rappresentante per distretto). Il mandato di senatori e rappresentanti è di due anni. Le leggi emanate dall'Assemblea Generale sono codificate nell'Official Code of Georgia Annotated.
L'autorità giudiziaria statale spetta alla Corte suprema e alla Corte d'appello  che hanno autorità in tutto lo stato. Inoltre ci sono tribunali più piccoli che hanno una giurisdizione geografica più limitata, compresi i tribunali superiori, i tribunali statali, i tribunali per i minorenni, i tribunali della magistratura e i tribunali di successione. I giudici della Corte suprema e i giudici della Corte d'appello sono eletti in tutto lo stato dai cittadini con elezioni apartitiche per un mandato di sei anni. I giudici dei tribunali minori sono eletti per quattro anni dai cittadini dello stato che risiedono nella giurisdizione di quel tribunale.

### Governo locale
Le contee della Georgia sono 159, seconda solo al Texas, con 254. La Georgia aveva 161 contee fino alla fine del 1931, quando la contea di Milton
e la conta di Campbell furono fuse nell'esistente Fulton. Alcune contee hanno preso il nome da figure di spicco sia nella storia americana che in quella georgiana e molte portano nomi di origine nativa americana. Le contee della Georgia hanno un proprio ramo legislativo eletto, solitamente chiamato Consiglio dei commissari, che di solito ha anche autorità esecutiva nella contea. Diverse contee hanno un'unica forma di governo del Commissario, con l'autorità legislativa ed esecutiva conferita a un'unica persona. La Georgia è l'unico stato con contee gestite da un commissario unico. La Costituzione della Georgia fornisce a tutte le contee e città l'autorità di "regolamento interno". Le commissioni di contea hanno un potere considerevole di approvare la legislazione all'interno della loro contea, come farebbe un comune.
La Georgia riconosce tutte le forme locali di governo come città, quindi ogni cittadina è legalmente una città. La Georgia non prevede township o città indipendenti, sebbene nella legislatura siano stati proposti progetti di legge per prevederle; consente la creazione di città consolidata tramite referendum locale. Tutte le città di secondo livello della Georgia, tranne Savannah, hanno ora formato governi consolidati di città-contee tramite i referendum: Columbus (nel 1970), Atene (1990), Augusta (1995) e Macon (2012). Augusta e Atene hanno escluso una o più piccole città incorporate all'interno dei loro confini consolidati; Colombo e Macon alla fine hanno assorbito tutte le entità incorporate più piccole entro i loro confini consolidati. La piccola città di Cusseta ha adottato un governo consolidato di città-contea dopo essersi fusa con una società non incorporata, la contea di Chattahoochee, nel 2003. Tre anni dopo, nel 2006, la città di Georgetown si è consolidata con il resto della contea di Quitman.
Non esiste un vero governo metropolitano in Georgia, sebbene la commissione regionale di Atlanta (ARC) e l'Autorità regionale per i trasporti della Georgia forniscano alcuni servizi e l'ARC deve approvare tutti i principali progetti di sviluppo del territorio nell'area metropolitana di Atlanta.

## Economia

### Agricoltura
La Georgia è uno stato a grande vocazione agricola, infatti sono presenti estesi frutteti e grandi piantagioni che garantiscono una ingente produzione ortofrutticola; non a caso viene soprannominata lo "Stato delle pesche" ("Peach State"). La coltivazione principale è quella del cotone, ma vi è anche quella del mais e del riso. Di conseguenza è molto diffusa l'industria cotoniera, grazie anche al basso costo della manodopera.

### Energia
La produzione e il consumo di energia elettrica della Georgia sono tra i più alti degli Stati Uniti, con il gas naturale come combustibile principale per la generazione elettrica, seguito dal carbone. Lo stato ha anche due impianti nucleari, Plant Hatch e Plant Vogtle, che contribuiscono a quasi un quarto della produzione elettrica della Georgia, mentre due reattori nucleari aggiuntivi sono stati costruiti a Vogtle e sono stati resi operativi a partire dal 2023. Nel 2013, il mix di generazione è stato 39% gas, 35% carbone, 23% nucleare, 3% idro e altre fonti rinnovabili. La principale area di consumo di energia è il settore industriale, specialmente nell'industria del legno e della carta.

### Industria
Molto diffusa è l'industria cotoniera. Sebbene molti lavori tessili sono stati trasferiti all'estero, esiste ancora un'industria tessile situata intorno alle città di Rome, Columbus, Augusta, Macon e lungo il corridoio I-75 tra Atlanta e Chattanooga, nel Tennessee. Storicamente questa industria è nata a Piedmont, dove si utilizzava l'energia idroelettrica data da cascate e fiumi. Risultano molto sviluppate anche le industrie del legno e della carta.
Nel novembre 2009, la casa automobilistica sudcoreana Kia Motors ha iniziato la produzione delle sue auto in Georgia. Il primo stabilimento Kia costruito negli Stati Uniti, Kia Motors Manufacturing Georgia (KMMG), si trova a West Point; è in grado di produrre 360.000 automobili all'anno per il mercato nordamericano e mondiale. Con un costo iniziale di 1 miliardo di dollari, la struttura si estende su oltre 2.200 acri (8,9 km²) di terreno vicino all'Interstate 85.
La produzione industriale include tessuti e abbigliamento, attrezzature per il trasporto, industria alimentare, prodotti di carta, prodotti chimici e apparecchiature elettriche.

## Società

### Città
Le città più popolose sono la capitale, Atlanta, Augusta, Columbus, Savannah e Athens, tutte sopra i 100.000 abitanti.
Da una stima del 1º luglio 2017 queste sono le prime 10 città per numero di abitanti:
1. Atlanta, 487.389
2. Augusta, 196.658
3. Columbus, 190.159
4. Savannah, 130.331
5. Athens, 112.760
6. Macon, 93.076
7. Roswell, 87.312
8. Sandy Springs, 83.166
9. Albany, 75.825
10. Marietta, 67.021

### Religioni
|                           |                           |  |     |     |
| ------------------------- | ------------------------- |  | --- | --- |
| Evangelicali              | Evangelicali              |  | 38% | 38% |
| protestanti afroamericani | protestanti afroamericani |  | 17% | 17% |
| altri protestanti         | altri protestanti         |  | 12% | 12% |
| Cattolicesimo             | Cattolicesimo             |  | 9%  | 9%  |
| Testimoni di Geova        | Testimoni di Geova        |  | 2%  | 2%  |
| Mormonismo                | Mormonismo                |  | 1%  | 1%  |
| altri cristiani           | altri cristiani           |  | 1%  | 1%  |
| Ebraismo                  | Ebraismo                  |  | 1%  | 1%  |
| Altri                     | Altri                     |  | 2%  | 2%  |
| Non affiliati             | Non affiliati             |  | 18% | 18% |

## Sport
Nella capitale Atlanta hanno sede 4 squadre professionistiche:
- Atlanta Falcons, NFL
- Atlanta Braves, MLB
- Atlanta Hawks, NBA
- Atlanta United, MLS

Nella città di Augusta viene disputato l'Augusta Masters, un importante torneo di golf.
Atlanta è stata la sede dei Giochi della XXVI Olimpiade e dei X Giochi paralimpici estivi. Le Olimpiadi si sono svolte dal 19 luglio al 4 agosto 1996. Fu durante questo periodo, il 27 luglio, che ci fu l'attacco terroristico di Atlanta del 1996 che ebbe luogo al Centennial Olympic Park, dove furono uccise due persone e 111 ferite. 
Le Paralimpiadi si sono svolte dal 15 agosto al 29 agosto 2006.